# Flachstahl
Flachstahl ist ein zu langen Stangen flach gewalztes Stück Stahl. Flachstahl ist in der EN 10058 genormt, die 2004 die DIN 1017 abgelöst hat. Früher wurde auch der weniger zutreffende Oberbegriff Flacheisen verwendet. Die Herstellung erfolgt im Walzwerk, seit etwa 1985 zunehmend auch in integrierten Stahlwerken.
Flachstahl ist für die weiterverarbeitende Industrie ein wichtiges Vorprodukt, Halbzeug oder Ausgangsmaterial. Doppel-T- und U-Profile für den Stahlbau werden zwar meist als Ganzes gewalzt; größere Kasten- und Sonderprofile werden jedoch aus einzelnen Flachstählen (Obergurt, Untergurt und Stegblech) zusammengeschweißt.

## Abmessungen und Abgrenzungen
Flachstahl in Stangenform hat einen rechteckigen Querschnitt, dessen Breite deutlich größer ist als seine Dicke. Demgegenüber werden kompakte und quadratische Profile, deren Breiten und Dicken ähnlich groß sind, als Stabstahl bezeichnet. Flachstahl in Stangenform und Stabstahl zählen zu den Langprodukten, deren Längen sehr viel größer sind als ihre Dicken bzw. Breiten, und nicht zu den Flachprodukten.
Flachstahl mit unter 5 mm Materialstärke wird als Bandstahl bezeichnet, ebenso Profile ab 110 mm Breite bei unter 8 mm Dicke. Flachstahl von über 150 mm Breite wird genauer als Breitflachstahl bezeichnet, ab 300 mm Breite spricht man von Blech.
Blechprodukte, die in Tafeln zerteilt oder aufgerollt auf Coils geliefert werden, zählen nach DIN EN 10079 nicht mehr zum Flachstahl, sondern zu den Flacherzeugnissen (auch als Flachware oder Flachprodukt bezeichnet).
Ein spezielles Flachprofil mit einseitiger Verdickung (Wulst), die über die gesamte Profillänge läuft, wird als Hollandprofil, Wulstprofil oder Wulstflachstahl bezeichnet.